# YES! (EXILE單曲)
《YES!》為日本音樂團體EXILE（放浪兄弟）的第20張單曲，2006年3月1日於日本發行。

## 概要
- 繼前作《只是…想見你》總計第3部作品、首次2作品連續Oricon公信榜獲得週榜第1位。

- 「CD ONLY」及「CD＋DVD」的形態銷售。封面也各自不同。
- 第4張專輯《ASIA》的先行單曲。
- 音樂影片（PV）於夏威夷攝影，製作花絮（making）收錄在《ASIA》中的DVD。
- 第一章時代最後的一張單曲。

## 發行版本
- CD
- CD+DVD

## 收錄曲目

### CD
1. YES! [3:44]
  - 作詞：ATSUSHI / 作曲：山口寛雄 / 編曲：REO
2. YES! (Instrumental) [3:44]

### DVD
1. YES! (Music Clip)

## 商業搭配
- 日本電視台系「2月怒濤兇湧的足球轉播」主題歌
- 日本電視台《音樂戰士 MUSIC FIGHTER》3月度開場主題歌
- NIVEA廣告歌

## 備註
1. 1 2  . Oricon. 2006  [2013-01-13]. （原始内容存档于2014-05-08） （日语）.